# Неизвестната от Сена
Неизвестната от Сена (на френски: L'Inconnue de la Seine) е млада жена, чието тяло е извадено от Сена и чиято посмъртна маска става популярна украса на стените на много домове в тогавашен бохемски Париж след 1900 г.
Нейното лице служи за вдъхновение на много писатели, които създават литературни произведения както на френски, така и на други езици. Подобно на Мона Лиза нейното лице има загадъчна усмивка.
Според легендата, след като трупът на младата жена е изваден от реката, един от служителите в моргата е толкова впечатлен от нейната красота, че решава да направи посмъртна маска. Самоличността на девойката никога не е установена и тя остава в историята като „Неизвестната от Сена“. Тъй като не са намерени никакви следи от насилие, нейната смърт е записана като самоубийство.